# دانیلو کوارانتا
دانیلو کوارانتا (انگلیسی: Danilo Quaranta؛ زادهٔ ۲۳ مارس ۱۹۹۷) بازیکن فوتبال است.
از باشگاه‌هایی که در آن بازی کرده‌است می‌توان به باشگاه فوتبال آسکولی و باشگاه فوتبال پیستویزه اشاره کرد.